# 白喉短翅鸫
白喉短翅鸫（学名：Brachypteryx leucophris）为鶲科短翅鸫属的鸟类。分布于尼泊尔、不丹、印度、中南半岛、印度尼西亚以及中国大陆的从四川、云南、东至福建西北部等地，主要生活于常绿阔叶林下灌木间近溪流处。该物种的模式产地在印度尼西亚爪哇。

## 亚种
- 白喉短翅鸫华南亚种（学名：Brachypteryx leucophris carolinae）。在中国大陆，分布于云南、广西、湖南、东至福建西北部等地。该物种的模式产地在福建西北部挂墩。[2]
- 白喉短翅鸫西南亚种（学名：Brachypteryx leucophris nipalensis）。在中国大陆，分布于云南、四川等地。该物种的模式产地在尼泊尔。[3]